# Episodi di Wandin Valley (seconda stagione)
La seconda stagione della serie televisiva Wandin Valley è stata trasmessa in anteprima in Australia dalla Seven Network tra il 5 gennaio 1982 e il 17 novembre 1982.
| nº | Titolo originale                            | Titolo italiano | Prima TV Australia | Prima TV Italia |
| -- | ------------------------------------------- | --------------- | ------------------ | --------------- |
| 1  | Golden Fleece (Part 1)                      |                 | 5 gennaio 1982     |                 |
| 2  | Golden Fleece (Part 2)                      |                 | 6 gennaio 1982     |                 |
| 3  | Team Work (Part 1)                          |                 | 12 gennaio 1982    |                 |
| 4  | Team Work (Part 2)                          |                 | 13 gennaio 1982    |                 |
| 5  | Suffer Little Children (Part 1)             |                 | 20 gennaio 1982    |                 |
| 6  | Suffer Little Children (Part 2)             |                 | 21 gennaio 1982    |                 |
| 7  | Mates (Part 1)                              |                 | 27 gennaio 1982    |                 |
| 8  | Mates (Part 2)                              |                 | 28 gennaio 1982    |                 |
| 9  | Agoraphobic Sons and Lovers (Part 1)        |                 | 29 luglio 1982     |                 |
| 10 | Agoraphobic Sons and Lovers (Part 2)        |                 | 30 luglio 1982     |                 |
| 11 | I Know Where She's Gone (Part 1)            |                 | 10 febbraio 1982   |                 |
| 12 | I Know Where She's Gone (Part 2)            |                 | 11 febbraio 1982   |                 |
| 13 | A Little Knowledge (Part 1)                 |                 | 16 febbraio 1982   |                 |
| 14 | A Little Knowledge (Part 2)                 |                 | 17 febbraio 1982   |                 |
| 15 | A Pit to Hiss In (Part 1)                   |                 | 23 febbraio 1982   |                 |
| 16 | A Pit to Hiss In (Part 2)                   |                 | 24 febbraio 1982   |                 |
| 17 | Sore Throat (Part 1)                        |                 | 2 marzo 1982       |                 |
| 18 | Sore Throat (Part 2)                        |                 | 3 marzo 1982       |                 |
| 19 | Beating Around the Bush (Part 1)            |                 | 9 marzo 1982       |                 |
| 20 | Beating Around the Bush (Part 2)            |                 | 10 marzo 1982      |                 |
| 21 | Never Called Me Mother (Part 1)             |                 | 16 marzo 1982      |                 |
| 22 | Never Called Me Mother (Part 2)             |                 | 17 marzo 1982      |                 |
| 23 | Shootin' Through (Part 1)                   |                 | 23 marzo 1982      |                 |
| 24 | Shootin' Through (Part 2)                   |                 | 24 marzo 1982      |                 |
| 25 | Pig in a Poke (Part 1)                      |                 | 30 marzo 1982      |                 |
| 26 | Pig in a Poke (Part 2)                      |                 | 31 marzo 1982      |                 |
| 27 | Did She Fall (Part 1)                       |                 | 6 aprile 1982      |                 |
| 28 | Did She Fall (Part 2)                       |                 | 7 aprile 1982      |                 |
| 29 | Loves Labour Lost (Part 1)                  |                 | 13 aprile 1982     |                 |
| 30 | Loves Labour Lost (Part 2)                  |                 | 14 aprile 1982     |                 |
| 31 | Close Encounters of the Wrong Kind (Part 1) |                 | 20 aprile 1982     |                 |
| 32 | Close Encounters of the Wrong Kind (Part 2) |                 | 21 aprile 1982     |                 |
| 33 | The Second Coming (Part 1)                  |                 | 27 aprile 1982     |                 |
| 34 | The Second Coming (Part 2)                  |                 | 28 aprile 1982     |                 |
| 35 | Come Blow Your Horn (Part 1)                |                 | 4 maggio 1982      |                 |
| 36 | Come Blow Your Horn (Part 2)                |                 | 5 maggio 1982      |                 |
| 37 | Frankie and Johnny (Part 1)                 |                 | 11 maggio 1982     |                 |
| 38 | Frankie and Johnny (Part 2)                 |                 | 12 maggio 1982     |                 |
| 39 | The Odd Couple (Part 1)                     |                 | 18 maggio 1982     |                 |
| 40 | The Odd Couple (Part 2)                     |                 | 19 maggio 1982     |                 |
| 41 | A Fearful Thing (Part 1)                    |                 | 25 maggio 1982     |                 |
| 42 | A Fearful Thing (Part 2)                    |                 | 26 maggio 1982     |                 |
| 43 | Win Some, Lose Some (Part 1)                |                 | 2 giugno 1982      |                 |
| 44 | Win Some, Lose Some (Part 2)                |                 | 3 giugno 1982      |                 |
| 45 | Eyes of the Beholder (Part 1)               |                 | 9 giugno 1982      |                 |
| 46 | Eyes of the Beholder (Part 2)               |                 | 10 giugno 1982     |                 |
| 47 | Weight for Age (Part 1)                     |                 | 15 giugno 1982     |                 |
| 48 | Weight for Age (Part 2)                     |                 | 16 giugno 1982     |                 |
| 49 | Prisoner of the Valley (Part 1)             |                 | 22 giugno 1982     |                 |
| 50 | Prisoner of the Valley (Part 2)             |                 | 23 giugno 1982     |                 |
| 51 | Cheap Dream (Part 1)                        |                 | 29 giugno 1982     |                 |
| 52 | Cheap Dream (Part 2)                        |                 | 30 giugno 1982     |                 |
| 53 | Occupational Hazard (Part 1)                |                 | 6 luglio 1982      |                 |
| 54 | Occupational Hazard (Part 2)                |                 | 7 luglio 1982      |                 |
| 55 | Hear No Evil (Part 1)                       |                 | 13 luglio 1982     |                 |
| 56 | Hear No Evil (Part 2)                       |                 | 14 luglio 1982     |                 |
| 57 | The Luck of the Draw (Part 1)               |                 | 20 luglio 1982     |                 |
| 58 | The Luck of the Draw (Part 2)               |                 | 21 luglio 1982     |                 |
| 59 | One for the Road (Part 1)                   |                 | 27 luglio 1982     |                 |
| 60 | One for the Road (Part 2)                   |                 | 28 luglio 1982     |                 |
| 61 | A Fair Day's Work (Part 1)                  |                 | 3 agosto 1982      |                 |
| 62 | A Fair Day's Work (Part 2)                  |                 | 4 agosto 1982      |                 |
| 63 | No Apparent Reason (Part 1)                 |                 | 10 agosto 1982     |                 |
| 64 | No Apparent Reason (Part 2)                 |                 | 11 agosto 1982     |                 |
| 65 | Road to Nowhere (Part 1)                    |                 | 17 agosto 1982     |                 |
| 66 | Road to Nowhere (Part 2)                    |                 | 18 agosto 1982     |                 |
| 67 | Coming Ready or Not (Part 1)                |                 | 22 agosto 1982     |                 |
| 68 | Coming Ready or Not (Part 2)                |                 | 23 agosto 1982     |                 |
| 69 | What It Takes (Part 1)                      |                 | 29 agosto 1982     |                 |
| 70 | What It Takes (Part 2)                      |                 | 30 agosto 1982     |                 |
| 71 | The Secondly Deadly Sin (Part 1)            |                 | 7 settembre 1982   |                 |
| 72 | The Secondly Deadly Sin (Part 2)            |                 | 8 settembre 1982   |                 |
| 73 | The Seeds of Discontent (Part 1)            |                 | 14 settembre 1982  |                 |
| 74 | The Seeds of Discontent (Part 2)            |                 | 15 settembre 1982  |                 |
| 75 | A Sign of Affection (Part 1)                |                 | 21 settembre 1982  |                 |
| 76 | A Sign of Affection (Part 2)                |                 | 22 settembre 1982  |                 |
| 77 | Field of Thunder (Part 1)                   |                 | 28 settembre 1982  |                 |
| 78 | Field of Thunder (Part 2)                   |                 | 29 settembre 1982  |                 |
| 79 | The Push (Part 1)                           |                 | 5 ottobre 1982     |                 |
| 80 | The Push (Part 2)                           |                 | 6 ottobre 1982     |                 |
| 81 | Acts of Kindness (Part 1)                   |                 | 12 ottobre 1982    |                 |
| 82 | Acts of Kindness (Part 2)                   |                 | 13 ottobre 1982    |                 |
| 83 | A Human Reaction (Part 1)                   |                 | 19 ottobre 1982    |                 |
| 84 | A Human Reaction (Part 2)                   |                 | 20 ottobre 1982    |                 |
| 85 | Show Down (Part 1)                          |                 | 26 ottobre 1982    |                 |
| 86 | Show Down (Part 2)                          |                 | 27 ottobre 1982    |                 |
| 87 | Pie in the Sky (Part 1)                     |                 | 2 novembre 1982    |                 |
| 88 | Pie in the Sky (Part 2)                     |                 | 3 novembre 1982    |                 |
| 89 | Stirring the Possum (Part 1)                |                 | 9 novembre 1982    |                 |
| 90 | Stirring the Possum (Part 2)                |                 | 10 novembre 1982   |                 |
| 91 | Cup Fever (Part 1)                          |                 | 16 novembre 1982   |                 |
| 92 | Cup Fever (Part 2)                          |                 | 17 novembre 1982   |                 |